# Aden Young

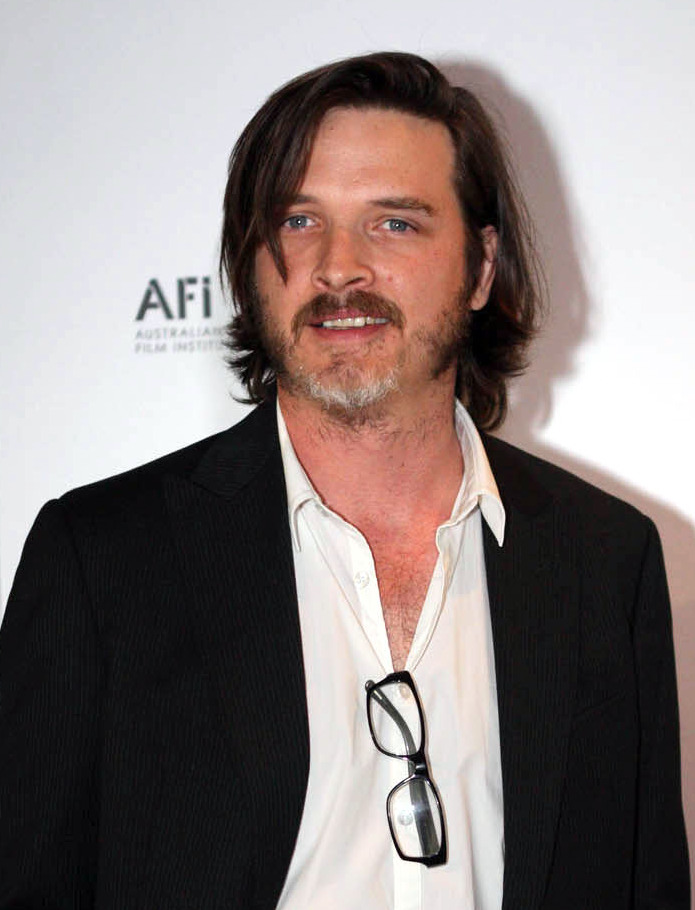
Aden Young bei der Verleihung des AACTA Award (2012)

Aden Young (* 1972 in Toronto, Ontario) ist ein australisch-kanadischer Schauspieler. Bekanntheit erlangte er vor allem durch seine Darstellung des Daniel Holden, in der von 2013 bis 2016 ausgestrahlten Fernsehserie Rectify.

## Leben
Aden Young wurde in Toronto geboren. Im Alter von neun Jahren zog seine Familie nach Australien. Seine ersten schauspielerischen Erfahrungen machte er 1991 in Bruce Beresfords Black Robe – Am Fluß der Irokesen. 1993 verkörperte er Doug Papich in Sniper – Der Scharfschütze. Im Jahr darauf war Young in Metal Skin zu sehen, wofür er von dem Film Critics Circle of Australia in der Kategorie „Bester Hauptdarsteller“ ausgezeichnet wurde. Außerdem erhielt er eine AACTA Award-Nominierung. 1996 wurde er von der Australian Academy of Cinema and Television Arts für die Kategorie „Bester Hauptdarsteller“ nominiert. 1997 traf er für die Dreharbeiten von Weg aus der Hölle erneuert auf Beresford. Im Jahr 1999 debütierte Young mit dem Kurzfilm The Office als Regisseur. 2007 schrieb er das Drehbuch und führte die Regie sowie Produktion von dem Fantasy-Kurzfilm The Rose of Ba Ziz. Von 2013 bis 2016 war Young Hauptdarsteller der Dramaserie Rectify, für welche er mit dem Satellite Award nominiert wurde.
Aden Young ist mit der australischen Sängerin Loene Carmen zusammen. Sie haben zwei Söhne namens Dutch Bon (* 2007) und Chester Van (* 2011).

## Filmografie
Filme
| - 1991: Black Robe – Am Fluß der Irokesen (Black Robe) - 1992: Mut zur Freiheit (Over the Hill) - 1993: Sniper – Der Scharfschütze (Sniper) - 1993: Broken Highway - 1993: Love in Limbo - 1993: Shotgun Wedding - 1994: Exile - 1994: Metal Skin - 1995: Audacious - 1996: Cosi - 1996: River Street - 1996: Hotel de Love - 1997: Weg aus der Hölle (Paradise Road) - 1998: Ein himmlischer Garten (Under Heaven) - 1998: Cousine Bette - 1999: Molokai: The Story of Father Damien - 2001: The War Bridge | - 2001: Serenades - 2002: Crocodile Hunter – Auf Crash-Kurs (Crocodile Hunter: Collision Cours) - 2003: After the Deluge - 2006: The Bet - 2007: Flipsical - 2008: Salvation - 2009: Shot Open - 2009: Lucky Country - 2009: Maos letzter Tänzer (Mao’s Last Dancer) - 2009: Beneath Hill 60 - 2010: The Tree - 2011: Killer Elite - 2013: Final Recipe - 2014: I, Frankenstein - 2014: Frontera - 2016: The Unseen - 2023: The King Tide |

Fernsehserien
| - 2003: Two Twisted - 2007: The Starter Wife – Alles auf Anfang (The Starter Wife, sechs Folgen) - 2011: East West 101 (zwei Folgen) | - 2013–2016: Rectify (30 Folgen) - 2014: Rake (eine Folge) - 2014: The Code (sechs Folgen) - seit 2024: Law & Order Toronto: Criminal Intent |

als Regisseur
| - 1999: The Order | - 2007: The Rose of Ba Ziz |

als Drehbuchautor
- 2007: The Rose of Ba Ziz

## Auszeichnungen
| Film Critics Circle of Australia Award - 1995: Metal Skin in der Kategorie „Bester Hauptdarsteller“ AACTA Award - nominiert für: - 1995: Metal Skin in der Kategorie „Bester Hauptdarsteller“ - 1996: River Street in der Kategorie „Bester Hauptdarsteller“ | Satellite Award - nominiert für: - 2013: Rectify in der Kategorie „Bester Darsteller in einer Serie (Drama)“ Critics’ Choice Television Award - nominiert für: - 2015: Rectify in der Kategorie „Bester Hauptdarsteller in einer Dramaserie“ |